# Paběnice
Paběnice (en allemand : Pabienitz) est une commune du district de Kutná Hora, dans la région de Bohême-Centrale, en République tchèque. Sa population s'élevait à 201 habitants en 2020.

## Géographie
Paběnice se trouve à 10 km au sud-ouest de Čáslav, à 13 km au sud-sud-est de Kutná Hora et à 68 km à l'est-sud-est de Prague.
La commune est limitée par Třebonín au nord, par Hraběšín à l'est, par Petrovice I au sud et par Červené Janovice à l'ouest.

## Histoire
La première mention écrite de la localité date de 1279.